# 雨宮かずみ
雨宮 かずみ（あめみや かずみ、1964年3月14日 - ）は、日本の元声優。東京都出身。旧芸名および本名は雨宮 一美（あめみや かずみ）。

## 略歴
青二プロダクション、アクセントに所属していた。2004年に引退。

## 人物
趣味は温泉めぐり、ドライブ。

## 出演

### テレビアニメ
1981年
- 銀河旋風ブライガー（1981年 - 1982年、メイ・リン・ホー）

1982年
- 銀河烈風バクシンガー（ファンファン・リー）
- The・かぼちゃワイン（女生徒、女子寮生）

1983年
- 銀河疾風サスライガー（エリー・ファイラ）
- ストップ!! ひばりくん!（雪代）
- プラレス3四郎（1983年 - 1984年、女生徒、女の子、子供、スーザン）

1984年
- Gu-Guガンモ（松任谷弓子〈初代〉、ミャア）
- 巨神ゴーグ（ドリス・ウェイブ[5]）
- 北斗の拳（サキ）
- 夢戦士ウイングマン（さゆり〈初代〉）
- 宗谷物語（ひろし、猛）

1985年
- ゲゲゲの鬼太郎〈第3作〉（1985年 - 1986年、若杉先生〈初代〉）
- みゆき（久子、生徒、女生徒）

1986年
- ハイスクール!奇面組（1986年 - 1987年、織田魔利）

### 劇場版アニメ
- バツ&テリー（ミーコ）
- 妖精フローレンス

### 吹き替え
- キスへのプレリュード

### ラジオ
- 牟田悌三の税金相談（アシスタント）

### ゲーム
- サンライズ英雄譚2（ドリス・ウェイブ）
  - サンライズ英雄譚R（ドリス・ウェイブ）